# 国道486号

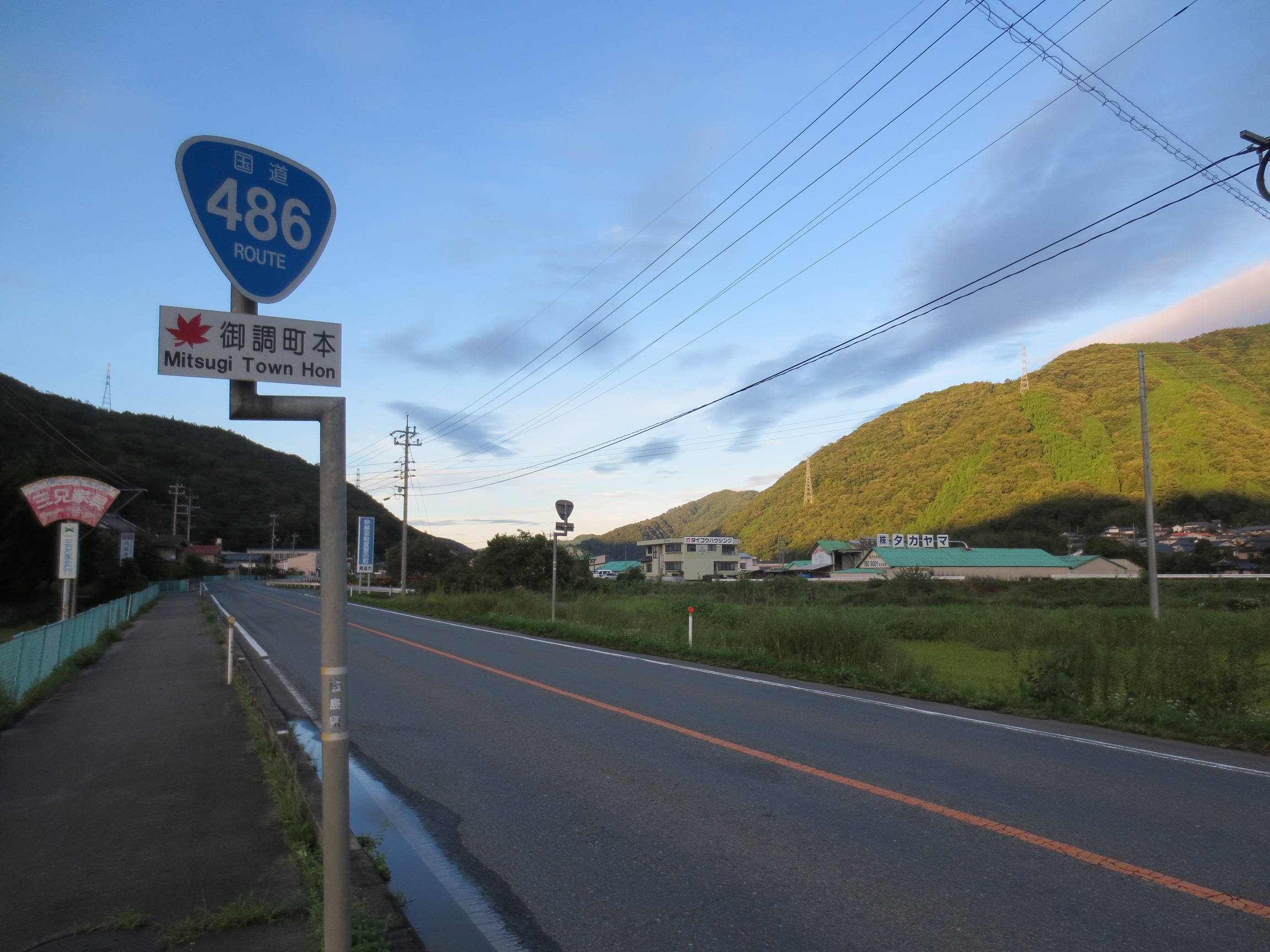
尾道市御調町本付近（2013年9月）

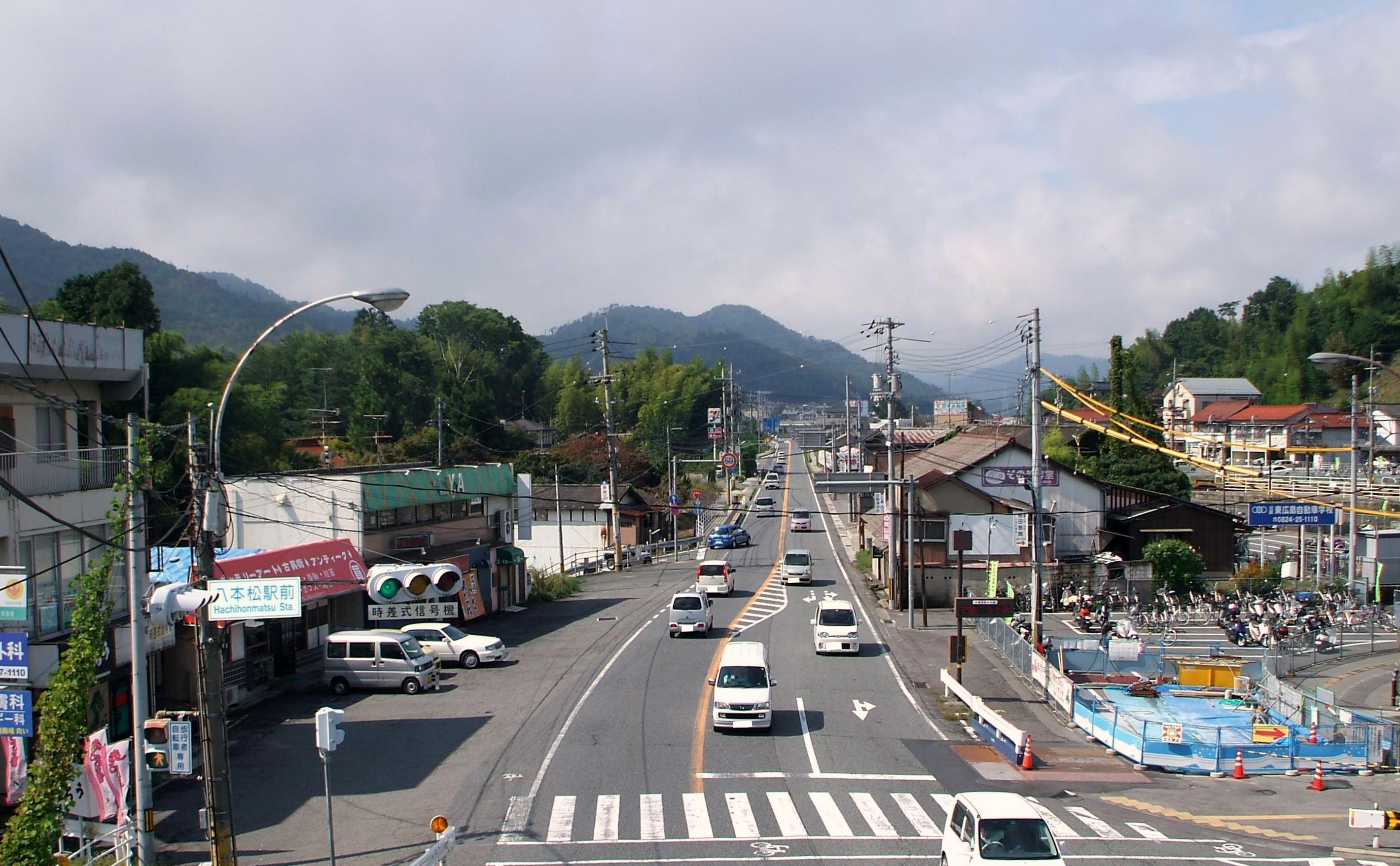
JR西日本八本松駅前（東広島市）

国道486号（こくどう486ごう）は、岡山県総社市から広島県東広島市に至る一般国道である。

## 概要

### 路線データ
一般国道の路線を指定する政令に基づく起終点および重要な経過地は次のとおり。
- 起点：総社市（溝口交差点 = 国道180号交点）
- 終点：東広島市（溝迫交差点 = 国道2号交点）
- 重要な経過地：井原市、広島県深安郡神辺町[注釈 2]、福山市、府中市、同県御調郡御調町[注釈 3]、三原市（八幡町）、同県賀茂郡大和町[注釈 4]、同郡豊栄町[注釈 5]
- 総延長 : 135.9 km（岡山県 31.4 km、広島県 104.5 km）重用区間を含む。[3][注釈 6]
- 重用延長 : 27.7 km（岡山県 - km、広島県 27.7 km）[3][注釈 6]
- 実延長 : 108.2 km（岡山県 31.4 km、広島県 76.8 km）[3][注釈 6]
  - 現道 : 105.9 km（岡山県 31.4 km、広島県 74.4 km）[3][注釈 6]
  - 旧道 : 2.4 km（岡山県 - km、広島県 2.4 km）[3][注釈 6]
  - 新道 : なし[3][注釈 6]
- 指定区間：なし[4]
- 改良率：96.8 %（延長 104.7 km）[3][注釈 6]
- 整備率：70.0 %（延長 75.8 km）[3][注釈 6]
- 歩道設置道路実延長：82.8 km[3][注釈 6][注釈 7]

## 歴史
1993年（平成5年）に県道から国道に昇格した路線で、岡山県道24号倉敷総社線（岡山県道24号倉敷清音線の前身）の一部、岡山県道25号倉敷井原線、広島県道181号下御領新市線バイパス、広島県道24号福山上下線（広島県道24号府中上下線の前身）の一部、広島県道49号府中御調線、広島県道50号本郷御調線（広島県道50号本郷久井線の前身）の一部、広島県道25号三原東城線の一部、広島県道345号上徳良久井線の一部、広島県道60号久井福富線（広島県道60号大和福富線の前身）の一部、広島県道29号吉田大和線（広島県道29号吉田豊栄線の前身）の一部をもって成立。
広島県東広島市の国道2号現道が西条バイパスに移行後は、その旧道の一部も引き継ぎ、現在に至る。

### 年表
- 1992年（平成4年）4月3日 - 政令104号により岡山県総社市 - 広島県東広島市間の路線制定が決定[1]。
- 1993年（平成5年）4月1日 - 一般国道486号として路線制定施行[1]。

## 路線状況
国道昇格以前より改良が進められていたこともあり、幅員 5.5 m 以上の区間の割合を示す改良率は高めであるものの、改良区間のうち混雑度が1.0未満の延長の割合を示す整備率は、
- 岡山県区間  31.4 km のうち、改良済延長は 31.4 km で改良率は 100 %、整備済延長は 20.2 km で整備率 64.3 % [3][注釈 6]
- 広島県区間  76.8 km のうち、改良済延長は 73.3 km で改良率は 95.5 %、整備済延長は 45.9 km で整備率 59.7 % [3][注釈 6]

となっている。

### 通称

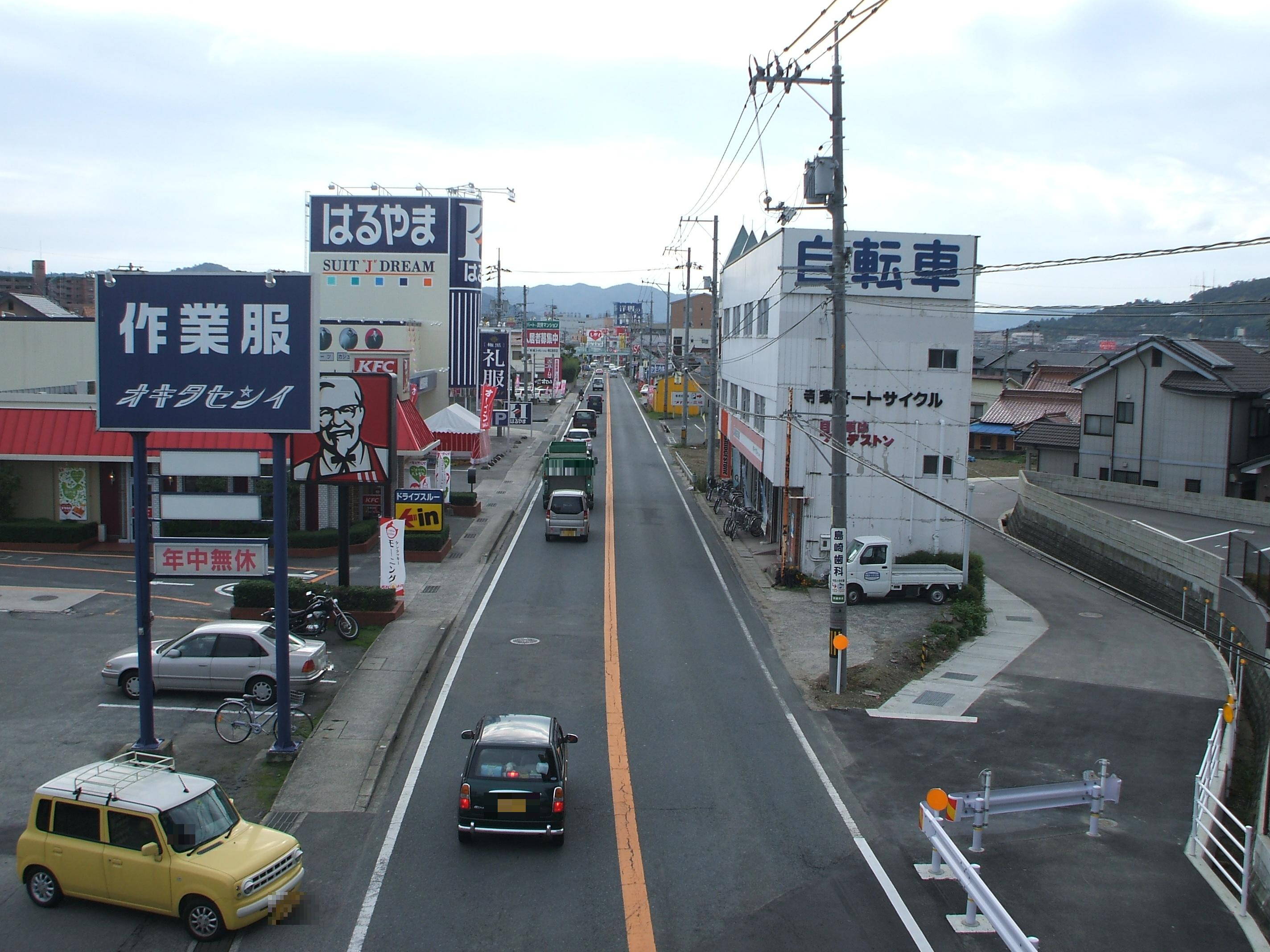
旧2号線区間 （東広島市西条町寺家付近）

- 山陽ふるさと街道[5] （全線）
- 産業道路 （広島県福山市、府中市）
  - 産業道路駅家神辺線[6][7]（福山市の神辺町 - 駅家町区間）
  - 府中産業道路（府中市の市街区間）
- 旧2号線 （広島県東広島市）
  - 国道2号現道が西条バイパスに移行したことにより、旧道部を引き継いだ区間。

### バイパス
- まきびバイパス〔川辺尾崎バイパス〕（岡山県倉敷市真備町）
- 高屋バイパス （岡山県井原市）
  - 国道313号重用区間。
- 神辺バイパス （広島県福山市神辺町）
  - 国道313号重用区間。
- 市バイパス （広島県尾道市御調町）
  - 国道184号重用区間を解消。旧道となった区間は2016年（平成28年）3月7日付で国道指定を解除[8]。

### 重複区間
- 国道313号（岡山県井原市井原町・薬師交差点 - 広島県福山市神辺町大字下御領・湯野口交差点）
- 国道375号（広島県東広島市豊栄町清武・清武交差点 - 東広島市西条町御薗宇・円城寺入口交差点）

### 道路施設

#### 橋梁
- 新川辺橋 （岡山県総社市清音 - 倉敷市真備町）
  - 延長 459 m、幅員 7.0 m、高梁川に架橋[9]。
- 川辺高架橋 （岡山県倉敷市真備町）
  - 延長 178 m、幅員 7.0 m [9]。
- 井原大橋 （岡山県井原市）
  - 延長 265 m、幅員 18.0 m、小田川に架橋[9]。

#### 道の駅
- 岡山県
  - 山陽道やかげ宿（小田郡矢掛町）
- 広島県
  - びんご府中（府中市）[10]
  - クロスロードみつぎ（尾道市）
  - 湖畔の里福富（東広島市、国道375号重複区間内）

### 交通量
24時間交通量（台）　道路交通センサス
| 観測地点                | 平成22（2010）年度 |
| ----------------------- | ------------------ |
| 福山市神辺町新徳田1丁目 | 21,278             |
| 福山市神辺町十三軒屋    | 30,126             |
| 福山市新市町新市        | 19,603             |
| 府中市父石町            | 18,771             |
| 府中市三郎丸町          | 09,736             |
| 尾道市御調町貝ケ原      | 10,768             |
| 三原市八幡町宮内        | 04,398             |
| 三原市久井町坂井原      | 02,718             |
| 三原市大和町和木        | 03,748             |
| 東広島市西条町寺家      | 19,736             |
| 東広島市八本松町飯田    | 17,605             |

（出典：「平成22年度道路交通センサス」（国土交通省ホームページ）より一部データを抜粋して作成）

## 地理

### 通過する自治体
- 岡山県
  - 総社市 - 倉敷市 - 小田郡矢掛町 - 井原市
- 広島県
  - 福山市 - 府中市 - 尾道市 - 三原市 - 東広島市

### 交差する道路
| 交差する道路                                                                         | 都道府県名 | 市町村名 | 市町村名 | 交差する場所                      | 交差する場所                         |
| ------------------------------------------------------------------------------------ | ---------- | -------- | -------- | --------------------------------- | ------------------------------------ |
| 国道180号                                                                            | 岡山県     | 総社市   | 総社市   | 溝口                              | 溝口交差点 / 起点                    |
| 岡山県道421号総社停車場線                                                            | 岡山県     | 総社市   | 総社市   | 真壁                              | ウィングバレイ前交差点               |
| 岡山県道80号上高末総社線                                                             | 岡山県     | 総社市   | 総社市   | 中原                              | 総社大橋東交差点                     |
| 岡山県道270号清音真金線                                                              | 岡山県     | 総社市   | 総社市   | 清音上中島                        |                                      |
| 岡山県道24号倉敷清音線 岡山県道189号清音停車場線                                     | 岡山県     | 総社市   | 総社市   | 清音上中島                        | 川辺橋東交差点                       |
| 岡山県道279号下原船穂線                                                              | 岡山県     | 倉敷市   | 倉敷市   | 真備町川辺                        | 川辺橋西交差点                       |
| 岡山県道280号市場川辺線                                                              | 岡山県     | 倉敷市   | 倉敷市   | 真備町川辺                        |                                      |
| 岡山県道278号宍粟真備線 岡山県道281号大曲船穂線                                      | 岡山県     | 倉敷市   | 倉敷市   | 真備町箭田（やた）                | 二万口（にまぐち）南交差点           |
| 岡山県道54号倉敷美袋線                                                               | 岡山県     | 倉敷市   | 倉敷市   | 真備町尾崎                        | 宮田橋北交差点                       |
| 岡山県道282号市場青木線 重複区間起点                                                 | 岡山県     | 小田郡   | 矢掛町   | 東三成                            | 矢掛町東三成交差点                   |
| 岡山県道282号市場青木線 重複区間終点                                                 | 岡山県     | 小田郡   | 矢掛町   | 東三成                            |                                      |
| 岡山県道35号倉敷成羽線 重複区間起点                                                  | 岡山県     | 小田郡   | 矢掛町   | 東三成                            |                                      |
| 岡山県道64号矢掛寄島線                                                               | 岡山県     | 小田郡   | 矢掛町   | 矢掛（やかげ）                    | 矢掛町元町交差点                     |
| 岡山県道35号倉敷成羽線 重複区間終点                                                  | 岡山県     | 小田郡   | 矢掛町   | 小林（おばやし）                  | 矢掛町西町交差点                     |
| 岡山県道408号東水砂矢掛線                                                            | 岡山県     | 小田郡   | 矢掛町   | 東川面（ひがしかわも）            |                                      |
| 岡山県道155号鴨方矢掛線 岡山県営広域営農団地農道備中西部地区 / 星の里街道            | 岡山県     | 小田郡   | 矢掛町   | 本堀（もとほり）                  |                                      |
| 岡山県道48号笠岡美星線 重複区間起点                                                  | 岡山県     | 小田郡   | 矢掛町   | 小田                              |                                      |
| 岡山県道48号笠岡美星線 重複区間終点                                                  | 岡山県     | 小田郡   | 矢掛町   | 小田                              | 矢掛町小田西交差点                   |
| 岡山県道290号上稲木東江原線                                                          | 岡山県     | 井原市   | 井原市   | 東江原町                          | 青木交差点                           |
| 岡山県道291号黒忠井原線                                                              | 岡山県     | 井原市   | 井原市   | 西江原町                          | 西新町交差点                         |
| 国道313号 重複区間起点 岡山県道34号笠岡井原線                                        | 岡山県     | 井原市   | 井原市   | 井原町                            | 薬師交差点                           |
| 国道313号 / 高屋バイパス 国道486号 / 高屋バイパス                                    | 岡山県     | 井原市   | 井原市   | 下出部町（しもいずえちょう）1丁目 | 下出部中央交差点                     |
| 広島県道・岡山県道103号七曲井原線                                                    | 岡山県     | 井原市   | 井原市   | 下出部町                          |                                      |
| 岡山県道・広島県道3号井原福山港線                                                    | 岡山県     | 井原市   | 井原市   | 高屋町3丁目                       | 高屋町交差点                         |
| 広島県道189号福山上御領線                                                            | 広島県     | 福山市   | 福山市   | 神辺町上御領                      | 上御領交差点                         |
| 広島県道・岡山県道102号下御領井原線 広島県道181号下御領新市線                        | 広島県     | 福山市   | 福山市   | 神辺町下御領                      | 国分寺前交差点                       |
| 国道313号 重複区間終点 国道313号 / 神辺バイパス 国道486号 / 神辺バイパス             | 広島県     | 福山市   | 福山市   | 神辺町下御領                      | 湯野口交差点                         |
| 広島県道390号三谷神辺線                                                              | 広島県     | 福山市   | 福山市   | 神辺町湯野                        | 湯野交差点                           |
| 広島県道393号粟根神辺線                                                              | 広島県     | 福山市   | 福山市   | 神辺町新徳田                      | 徳田陸橋（西）交差点                 |
| 国道182号 国道314号 重複                                                             | 広島県     | 福山市   | 福山市   | 神辺町十九軒屋                    | 十九軒屋北交差点                     |
| 広島県道391号加茂福山線                                                              | 広島県     | 福山市   | 福山市   | 御幸町上岩成                      | 牛田橋北交差点                       |
| 広島県道392号中野駅家線                                                              | 広島県     | 福山市   | 福山市   | 駅家町万能倉（まなぐら）          | 万能倉南交差点                       |
| 広島県道395号川南近田線                                                              | 広島県     | 福山市   | 福山市   | 駅家町近田                        | 近田東交差点                         |
| 広島県道216号戸手停車場線                                                            | 広島県     | 福山市   | 福山市   | 新市町戸手                        |                                      |
| 広島県道397号福田戸手線                                                              | 広島県     | 福山市   | 福山市   | 芦田町福田                        | 上河原交差点                         |
| 広島県道462号百谷新市線                                                              | 広島県     | 福山市   | 福山市   | 新市町戸手                        | 芦品消防署（西）交差点               |
| 広島県道157号松永新市線 広島県道181号下御領新市線                                    | 広島県     | 福山市   | 福山市   | 新市町戸手                        | 戸手高校入口交差点                   |
| 広島県道26号新市七曲西城線                                                           | 広島県     | 福山市   | 福山市   | 新市町新市                        | 新市交番（東）交差点                 |
| 広島県道48号府中松永線 広島県道398号新山府中線                                       | 広島県     | 府中市   | 府中市   | 高木町                            | 国府小学校入口交差点                 |
| 広島県道388号木野山府中線                                                            | 広島県     | 府中市   | 府中市   | 府中町                            | 剣先橋交差点                         |
| 広島県道24号府中上下線                                                               | 広島県     | 府中市   | 府中市   | 父石町（ちいしちょう）            | 父石交差点                           |
| 広島県道384号下川辺尾道線                                                            | 広島県     | 府中市   | 府中市   | 三郎丸町                          | 新河南橋北詰交差点                   |
| E54 尾道自動車道                                                                     | 広島県     | 尾道市   | 尾道市   | 御調町岩根                        | 岩根交差点 1 尾道北IC                |
| 国道184号                                                                            | 広島県     | 尾道市   | 尾道市   | 御調町大田（おおだ）              | 大田交差点                           |
| 広島県道375号吉田丸門田線                                                            | 広島県     | 尾道市   | 尾道市   | 御調町丸門田（まるもんでん）      |                                      |
| 広島県道406号宇津戸八幡線                                                            | 広島県     | 三原市   | 三原市   | 八幡町垣内（かいち）              |                                      |
| E2 山陽自動車道 広島県道25号三原東城線 重複区間起点                                  | 広島県     | 三原市   | 三原市   | 八幡町垣内                        | 三原インター入口交差点 24 三原久井IC |
| 広島県道25号三原東城線 重複区間終点                                                  | 広島県     | 三原市   | 三原市   | 八幡町垣内                        |                                      |
| 広島県道50号本郷久井線                                                               | 広島県     | 三原市   | 三原市   | 久井町坂井原                      |                                      |
| 広島県道345号上徳良久井線 重複区間起点                                               | 広島県     | 三原市   | 三原市   | 久井町羽倉                        |                                      |
| 広島県道345号上徳良久井線 重複区間終点                                               | 広島県     | 三原市   | 三原市   | 久井町小林（こばやし）            |                                      |
| 広島県道343号下徳良本郷線 重複区間起点                                               | 広島県     | 三原市   | 三原市   | 大和町大草                        |                                      |
| 広島中央フライトロード 広島県道49号本郷大和線 広島県道343号下徳良本郷線 重複区間終点 | 広島県     | 三原市   | 三原市   | 大和町大草                        | 大和南インター入口交差点 大和南IC    |
| 国道432号                                                                            | 広島県     | 三原市   | 三原市   | 大和町和木                        | 和木交差点                           |
| 広島県道161号三和大和線                                                              | 広島県     | 三原市   | 三原市   | 大和町椋梨（むくなし）            |                                      |
| 広島県道60号大和福富線                                                               | 広島県     | 三原市   | 三原市   | 大和町上草井（かみぐさい）        |                                      |
| 広島県道347号河戸豊栄線                                                              | 広島県     | 東広島市 | 東広島市 | 豊栄町安宿（あすか）              |                                      |
| 国道375号 重複区間起点                                                               | 広島県     | 東広島市 | 東広島市 | 豊栄町清武                        | 清武交差点                           |
| 広島県道29号吉田豊栄線                                                               | 広島県     | 東広島市 | 東広島市 | 豊栄町乃美                        | 乃美交差点                           |
| 広島県道342号別府河内線 重複区間起点                                                 | 広島県     | 東広島市 | 東広島市 | 豊栄町乃美                        |                                      |
| 広島県道342号別府河内線 重複区間終点                                                 | 広島県     | 東広島市 | 東広島市 | 福富町久芳（くば）                |                                      |
| 国道375号 / 福富豊栄バイパス 国道486号 / 福富豊栄バイパス 重複                       | 広島県     | 東広島市 | 東広島市 | 福富町久芳                        |                                      |
| 広島県道60号大和福富線 広島県道340号下竹仁久芳線                                     | 広島県     | 東広島市 | 東広島市 | 福富町久芳                        | 久芳交差点                           |
| 広島県道33号瀬野川福富本郷線 重複区間起点                                            | 広島県     | 東広島市 | 東広島市 | 福富町上戸野                      | 大渡橋北詰交差点                     |
| 広島県道33号瀬野川福富本郷線 重複区間終点                                            | 広島県     | 東広島市 | 東広島市 | 福富町上戸野                      |                                      |
| 広島県道351号造賀田万里線                                                            | 広島県     | 東広島市 | 東広島市 | 高屋町造賀（ぞうか）              |                                      |
| 広島県道350号造賀八本松線                                                            | 広島県     | 東広島市 | 東広島市 | 高屋町造賀                        | 造賀（東）交差点                     |
| 広島県道194号西高屋停車場線                                                          | 広島県     | 東広島市 | 東広島市 | 高屋町杵原                        | 杵原交差点                           |
| E2 山陽自動車道 広島県道59号東広島本郷忠海線                                         | 広島県     | 東広島市 | 東広島市 | 西条町吉行                        | 西条インター入口交差点 26 西条IC     |
| 広島県道329号飯田吉行線 広島県道59号東広島本郷忠海線 / バイパス未供用                | 広島県     | 東広島市 | 東広島市 | 西条町吉行                        | 中川交差点                           |
| 国道375号 重複区間終点                                                               | 広島県     | 東広島市 | 東広島市 | 西条町御薗宇                      | 円城寺入口交差点                     |
| 広島県道195号西条停車場線 / ブールバール 東広島市道西条駅大学線 / ブールバール 重複  | 広島県     | 東広島市 | 東広島市 | 西条昭和町                        | 東広島警察署前交差点                 |
| 広島県道332号吉川西条線                                                              | 広島県     | 東広島市 | 東広島市 | 西条町寺家（じけ）                | 西条西交差点                         |
| 広島県道80号東広島向原線                                                             | 広島県     | 東広島市 | 東広島市 | 八本松東3丁目                     | 磯松交差点                           |
| 広島県道46号東広島白木線                                                             | 広島県     | 東広島市 | 東広島市 | 八本松東7丁目                     |                                      |
| 広島県道67号馬木八本松線                                                             | 広島県     | 東広島市 | 東広島市 | 八本松町飯田                      | 八本松駅前交差点                     |
| 国道2号                                                                              | 広島県     | 東広島市 | 東広島市 | 八本松西3丁目                     | 溝迫交差点 / 終点                    |
| 高屋バイパス・神辺バイパス                                                           |            |          |          |                                   |                                      |
| 国道313号 / 現道 国道313号 / 高屋バイパス 重複区間起点 国道486号 / 現道              | 岡山県     | 井原市   | 井原市   | 下出部町1丁目                     | 下出部中央交差点 / バイパス起点      |
| 岡山県道・広島県道3号井原福山港線                                                    | 岡山県     | 井原市   | 井原市   | 高屋町3丁目                       |                                      |
| 広島県道189号福山上御領線                                                            | 広島県     | 福山市   | 福山市   | 神辺町上御領                      | 野々上交差点                         |
| 広島県道・岡山県道102号下御領井原線                                                  | 広島県     | 福山市   | 福山市   | 神辺町上御領                      | 中島交差点                           |
| 国道313号 / 現道 国道313号 / 神辺バイパス 重複区間終点 国道486号 / 現道              | 広島県     | 福山市   | 福山市   | 神辺町下御領                      | 湯野口交差点 / バイパス終点          |
| 福富豊栄バイパス                                                                     |            |          |          |                                   |                                      |
| 国道375号 / 現道 国道486号 / 現道 重複                                               | 広島県     | 東広島市 | 東広島市 | 福富町久芳                        |                                      |
| 広島県道340号下竹仁久芳線                                                            | 広島県     | 東広島市 | 東広島市 | 福富町久芳                        | 福富支所（北）交差点                 |
| 広島県道33号瀬野川福富本郷線                                                         | 広島県     | 東広島市 | 東広島市 | 福富町上戸野                      |                                      |

### 並行する鉄道
- 井原鉄道井原線（総社駅 - 神辺駅）
- JR西日本福塩線（神辺駅 - 下川辺駅）
- JR西日本山陽本線（西高屋駅 - 八本松駅）

### 並行する河川
- 高梁川 （岡山県総社市 - 倉敷市真備町）
- 小田川 （岡山県井原市 - 倉敷市真備町）[注釈 8]
- 高屋川 （岡山県井原市 - 広島県福山市神辺町）
- 芦田川 （広島県府中市 - 福山市）[注釈 8]
- 御調川 （広島県尾道市御調町 - 府中市）[注釈 8]

### 並行する旧街道
- 旧 古代山陽道 （岡山県総社市清音 - 広島県三原市久井町）
- 旧 近世山陽道 （岡山県総社市清音 - 広島県福山市神辺町）